# Krivaja (Szerbia)
Krivaja (Криваја, magyarul:Bácsér vagy Kanyarodó) falu Szerbiában, a Vajdaságban, a Észak-bácskai körzetben, Topolya községben.

## Demográfiai változások
| 1948 | 1953 | 1961 | 1971 | 1981 | 1991 | 2002 |
| ---- | ---- | ---- | ---- | ---- | ---- | ---- |
| 897  | 853  | 848  | 776  | 682  | 910  | 986  |

## Kiegészítő információk
- Képek a bácskai Krivajából – Hozzáférés ideje: 2012. november 12. 22:30.
- A Fernbach család kastélya a Bács-ér mellett – a kastély a mai bácskai Krivája faluban található – Hozzáférés ideje: 2012. november 12. 22:30.
- Képek a bácskai Krivája-tóról – Hozzáférés ideje: 2012. november 12. 22:30.